# Извольский, Пётр Александрович
Пётр Александрович Извольский (20 апреля [2 мая] 1816, Касимовский уезд, Рязанская губерния — 21 августа 1888, Санкт-Петербург) — российский государственный  деятель, действительный статский советник (1859). Курский, Екатеринославский и  Иркутский губернатор.

## Биография
Из дворянского рода Извольских.
В службе с 1835 года. В офицерском чине с 1836 года. Окончил Московский 1-й кадетский корпус и Николаевскую военную академию. С 1854 года полковник в отставке. С 1856  года на гражданской службе — коллежский советник, начальник Отделения Главного управления Восточной Сибири, с 1858 года статский советник, председатель Иркутского губернского правления.
В 1859 году произведён в действительные статские советники с назначением Иркутским губернатором. С 1862 года назначен Екатеринославским губернатором.  С 1863 года назначен Курским губернатором.
В отставке с 1866 года.

## Семья
Семья:
- Жена: Евдокия Григорьевна, урождённая Гежелинская (1832—1907), внучка князя В. М. Яшвиля.

Дети:
- Извольский, Александр Петрович (1856—1919) — министр иностранных дел Российской империи (1906—1910)
- Извольский, Пётр Петрович (1863—1928) — обер-прокурор Святейшего Синода (1906—1909)